# Peter Diamond
Peter Arthur Diamond (New York, 29 aprile 1940) è un economista statunitense.
È noto per le proprie analisi sulle politiche di sicurezza sociale negli USA e per il suo lavoro presso l'Advisory Council on Social Security tra il 1980 e il 1990.
Nel 2010 riceve il Premio Nobel per l'economia insieme con Dale Mortensen e Christopher Pissarides «per le loro analisi sui mercati che presentano frizioni di ricerca».

## Biografia
Dopo un bachelor in matematica presso la Università di Yale nel 1960 e un dottorato all'MIT nel 1963, è assistant professor presso l'Università di Berkeley nell'anno accademico 1964/1965, quindi diventa professore associato all'MIT nel 1966. Diventa professore ordinario nel 1970 e capo del dipartimento di economia nell'a.a. 1985-86. Dal 1997 è professore onorario del medesimo ateneo (Institute Professor). Nel 1999 ha ricevuto una borsa di studio Fulbright come Visiting Professor presso l'Università degli Studi di Siena. 
Nel 1968 viene eletto presidente della Econometric Society. Nel 2003 è presidente della American Economic Association. È membro della National Academy of Sciences e dell'American Academy of Arts and Sciences.
Il 29 aprile 2010 è annunciato da Barack Obama come uno dei tre nominati a occupare i tre posti vacanti al Board della Federal Reserve. Il senato, tuttavia, rifiuterà la nomination, che è stata riproposta da Obama il 13 settembre dello stesso anno.
Ben Bernanke, penultimo governatore della Fed, è un ex studente dello stesso Diamond